# 愛媛コミュニケーションブライダル専門学校
愛媛コミュニケーションブライダル専門学校（えひめコミュニケーションブライダルせんもんがっこう）とは、学校法人愛媛学園の専門学校。（2023年 3月31日閉校）

## 概要
- 所在地：愛媛県松山市勝山町1-5-2

## 沿革
- 2006年 - 愛媛コミュニケーションビジネス専門学校開校。
- 2012年 - 校名を愛媛コミュニケーションブライダル専門学校に改称。
- 2023年 - 3月31日閉校

## 設置学科
- コミュニケーション学科（2年制）
  - ドレス・フラワー専攻
  - ブライダルプランナー専攻
  - ホテル・レストラン専攻

## 主な資格取得
- アシスタントブライダルプランナー
- レストランサービス技能士
- ホテル実務技能認定試験
- ビジネス能力検定
- 日本語コミュニケーション能力認定試験
- 日商簿記検定
- 日本語文章能力検定等。

## 周辺
- 愛媛県立松山商業高等学校
- 愛媛調理製菓専門学校
- ファミリーマート松山勝山通店
- ローソン勝山通り店
- ネストホテル松山

## アクセス
- 最寄り駅
  - 伊予鉄道城南線勝山町停留場

## グループ校
- 愛媛調理製菓専門学校